# Aiguille de Triolet
Die Aiguille de Triolet ist ein 3870 m hoher Berg in der Mont-Blanc-Gruppe. Über ihren Gipfel verläuft die Grenze zwischen Frankreich und Italien.

## Lage
An der Aiguille de Triolet treffen drei bedeutende Bergkämme zusammen. Nach Nordwesten zieht die Kette über Les Courtes und Les Droites zur Aiguille Verte, nach Südwesten verläuft ein Kamm, der die Gipfel von Aiguille de Talèfre, Aiguille de Leschaux und den Grandes Jorasses trägt, nach Osten entsendet sie einen wildgezackten Grat zum Mont Dolent, an dem die französisch-italienische Grenze auf die schweizerische Grenze stößt.
Nördlich hat der Glacier d’Argentière seinen Ursprung, auf den die Aiguille de Triolet mit einer steilen teils vereisten Wand abfällt. Die Westflanke trägt den kleinen Glacier des Courtes, der in den Glacier de Talèfre fließt. Nach Südosten entsendet der Gipfel einen langen Grat. Östlich dieses Grates liegt der Glacier de Pré de Bar, westlich der Glacier de Triolet.

## Besteigungsmöglichkeiten
Der Normalweg führt vom Refuge du Couvercle über den Glacier de Talèfre und Glacier des Courtes zum Col de Triolet. Der felsige Gipfelaufbau wird durch einen Kamin erreicht. Die Schwierigkeiten betragen PD, im Fels III. Grad.
Von der auf italienischer Seite gelegenen Schutzhütte Rifugio Cesare Dalmazzi führt ein kombinierter Anstieg über den Südostgrat (AD, III).
Unter Bergsteigern ist die Aiguille de Triolet vor allem aufgrund ihrer Nordwand bekannt. Die klassische Nordwandroute wurde am 20. September 1931 durch R. Gréloz und A. Roch erstbegangen. Sie wird vom Refuge d’Argentière erreicht und ist eine nahezu reine Eistour mit einer Durchschnittsneigung von 54°. Die Route galt lange als schwierigste Eistour im Alpenraum. A. Contamine und Louis Lachenal eröffneten 1947 eine bis 60° steile Variante im oberen Teil. Routen durch den felsigen Teil der Nordwand sind äußerst steinschlaggefährdet und werden nur sehr selten begangen. Unter ihnen sticht durch ihre Linienführung besonders die kombinierte Route von H. Bächli, H. Horisberger, C. Jäger und M. Marchal vom 7. August 1967 hervor, die links der klassischen Route zum Gipfel führt.